# 21-й армейский корпус (вермахт)
21-й армейский корпус (нем. XXI. Armeekorps), сформирован 1 июля 1939 года.
1 марта 1940 года — переформирован в группу 21 (предназначенную для захвата Норвегии).

## Боевой путь корпуса
В сентябре—октябре 1939 года — участие в Польской кампании (в составе 3-й армии).

## Состав корпуса
В сентябре 1939:
- 21-я пехотная дивизия
- 228-я пехотная дивизия

## Командующий корпусом
- С 1 июля 1939 — генерал-лейтенант Николаус фон Фалькенхорст